# جان دروكير
جان دروكير (بالفرنسية: Jean Drucker)‏ هو شخصية أعمال فرنسي، ولد في 12 أغسطس 1941 في Vire ‏ في فرنسا، وتوفي في 18 أبريل 2003 في موليج ‏ في فرنسا بسبب نوبة قلبية.